# Tawda (rzeka)
Tawda (ros. Тавда) – rzeka w azjatyckiej części Rosji w dorzeczu Obu, lewy dopływ rzeki Toboł. 

## Charakterystyka
Przepływa przez terytorium obwodu swierdłowskiego i obwodu tiumeńskiego. Łączna jej długość to 719 kilometrów, a powierzchnia dorzecza wynosi 88 100 kilometrów kwadratowych. Jest to najdłuższa rzeka znajdująca się na terenie obwodu swierdłowskiego. Jej źródła znajdują się we wschodnich stokach gór uralskich. W swym północnym biegu przepływa głównie przez tereny bagienne i mokradła, dopiero w środkowym biegu brzegi tracą charakter bagnisty. Stają się one natomiast strome i często sięgają wysokości rzędu 20 metrów. Rzeka wykorzystywana w przemyśle i transporcie rosyjskim, często zatłoczona przez liczne barki, łodzie i inne jednostki transportowe. Jest też zamieszkiwana przez około 25 różnych gatunków ryb, co sprawia, że jest popularnym miejscem dla uprawiania wędkarstwa, ale także dla aktywnej turystyki. 
W ciągu roku poziom wody zmienia się, w zależności od pory roku, o około 6 metrów. Średni przepływ, mierzony w mieście Tawda wynosi 462 m³/s. Rzeka pozostaje zamarznięta w okresie od listopada do kwietnia. Najważniejszym skupiskiem ludzkim położonym nad nią jest miasto o tej samej nazwie, Tawda..